# Asiatolida miyatakei
Asiatolida miyatakei là một loài bọ cánh cứng trong họ Mordellidae. Loài này được Shiyake miêu tả khoa học năm 2000.